# Apis mellifera intermissa
Abeille tellienne
Espèce
Synonymes
- Apis mellifera major

Apis melliféra intermissa, appelée communément Abeille tellienne du nom de l'Atlas tellien, est une sous-espèce d'abeilles maghrébines de couleur noire. On la retrouve en Algérie, au Maroc et en Tunisie. Elle est peut être essaimeuse, bonne productrice de miel et agressive. Néanmoins, elle excelle dans le ramassage de pollen et de propolis. Par ailleurs, Apis intermissa, souvent décrite comme abeille sans intérêt, prouve qu’elle a de nombreuses ressources qui lui permettent de résister au varroa, coléoptères de la ruche.
Cette espèce d'abeilles supporte le climat méditerranéen. Elle résiste aux fortes chaleurs estivales, supporte les hivers rigoureux. En été, pendant les fortes chaleurs, sa gestion de la colonie est exceptionnel. En effet, elles s'adapte au variation de températures comme aucune autre abeilles. Elle passe l'hiver en montagne pour être transhumer dans la steppe saharienne sur une saison qui dure dix mois. De fait, une abeille exceptionnelle.

## Publication originale
- (de) Buttel-Reepen, 1906 : « Apistica. Beiträge zur Systematik, Biologie, sowie zur geschichtlichen und geographischen Verbreitung der Honigbiene (Apis mellifica L.), ihrer Varietäten und der überigen Apis-Arten ». Mitteilungen aus dem Zoologischen Museum in Berlin, vol. 3, p. 117–201.